# Calymperes boninense
Calymperes boninense là một loài rêu trong họ Calymperaceae. Loài này được Z. Iwats. mô tả khoa học đầu tiên năm 1985.